# Flughafen Malatya-Erhaç

i8
i11
i13
Der Flughafen Malatya-Erhaç oder auch Flughafen Malatya (türkisch Malatya Erhaç Havalimanı oder Malatya Havalimanı, IATA-Code: MLX, ICAO-Code: LTAT) ist ein türkischer Flughafen nahe der Stadt Malatya in der Gemeinde Aksaray. Er wird durch die staatliche DHMİ betrieben.

## Flughafengelände
Der Flughafen wurde 1941 dem Betrieb übergeben und wird nach anfänglich ausschließlich militärischer Nutzung inzwischen auch zivil genutzt. Er verfügt über einen Terminal mit einer Kapazität von 300.000 Passagieren im Jahr und eine befestigte Start- und Landebahn, die jedoch kein Instrumentenfluglandesystem (ILS) besitzt. Das Vorfeld hat eine Größe von 110 × 100 Meter und kann zwei Verkehrsflugzeuge aufnehmen. Für den Militärbetrieb gibt es zudem zahlreiche Hangars und kleinere Rollwege.
Die ihm zugeordnete Stadt Malatya liegt etwa 21 Kilometer Luftlinie entfernt. Sie ist mit Taxi, Privatwagen oder Kleinbus zu erreichen. Die Strecke über die Schnellstraße D 875 ist ungefähr 30 Kilometer lang. Vor dem Terminal gibt es einen Parkplatz für knapp 100 Autos.
Im Linienflugverkehr fliegen die beiden Fluggesellschaften Turkish Airlines und Pegasus Airlines regelmäßig nach Malatya. Sie bedienen ab hier Ankara und die beiden Istanbuler Flughäfen Sabiha Gökçen und den Flughafen Istanbul, wobei letzterer etwa die Hälfte aller Passagiere und die beiden anderen etwa je ein Viertel am Flughafen verantworten. Turkish Airlines ist mit etwa 75 Prozent vertreten.

## Zwischenfälle
- Am 16. Mai 2001 kam es mit einer CASA CN-235M-100 der türkischen Luftstreitkräfte (Luftfahrzeugkennzeichen TAF 086) in Flugfläche 170 (etwa 5200 Metern Höhe) zu einem Kontrollverlust. Das Flugzeug stürzte in der Nähe des Flughafens Malatya-Erhaç ab. Alle 34 Insassen, sechs Besatzungsmitglieder und 28 Passagiere, wurden getötet.[5]